# 春風亭昇太
春風亭 昇太（しゅんぷうてい しょうた、1959年〈昭和34年〉12月9日 - ）は、落語芸術協会に所属している落語家、日本のタレント・俳優。2019年より落語芸術協会会長。現・『笑点』司会者。出囃子は「デイビー・クロケット  (The Ballad of Davy Crockett) 」。定紋は「五瓜に唐花」または「クラゲ」「赤鳥紋」。血液型O型。妻は元宝塚歌劇団雪組娘役の宝珠小夏。静岡県静岡市清水区（旧・清水市）出身。

## 一門
昇太の師である春風亭柳昇は、落語を始める前に兵役負傷で手指を数本欠いたことから、新作落語専門で大成した人物であった。弟子は新作派の昔昔亭桃太郎、古典派の9代目春風亭小柳枝、瀧川鯉昇など分野多彩である。昇太は新作を得手とするが、多くの古典も手掛け、他者に似ない昇太流の唯一無二の演出を施している。
テレビの視聴者参加番組から弟子入りした経緯もあるが、テレビ活動に力を入れるところも師の柳昇譲りである。
元々は6代目春風亭柳橋の一門で、柳派だが春風亭柳枝（4代目とそれ以前の）の流れをくむ。
なお、同じ笑点メンバーである春風亭一之輔は林家彦六（8代目林家正蔵）の一門で、元々は3代目柳家小さんの系統である。彦六は一之輔の大師匠・5代目春風亭柳朝の真打昇進時に、6代目柳橋から「柳朝」の名跡を譲り受けたが、昇太と一之輔は一門の関係では無い。
生前の桂歌丸などから師匠の名跡である柳昇襲名を求める声もあるが保留している。

## 来歴
静岡県清水市高橋南町出身。秋葉幼稚園、清水市立辻小学校、清水市立第六中学校、東海大学第一高校を卒業。父親は日本軽金属勤務のサラリーマン（研究職）、2歳年上の兄がいる。兄は小学生の時から落語を聴いているような子であったが、昇太は当時落語に興味は全くなかった。兄嫁は昇太の小学校時代の同級生である。
高校時代はソフトボール部に所属していた。1978年（昭和53年）東海大学文学部に入学し、ラテンアメリカ研究会に入部するため部室を訪ねたが不在であった。部室が隣の落語研究部の先輩に「ここで待ってれば？」と招き入れられ、稽古などを観て「楽しそうなので」入部し、同時に学生プロレスのリングアナウンサー兼実況として活動する。落研時代の高座名は「頭下位亭切奴」（とうかいてい きりど・「きりやっこ」表記もあり）。春風亭小朝などの落語を生で聞いた時に面白く、落語に一気に興味を持ち始めるようになる。大学2年生の時にテレビ番組『大学対抗落語選手権』にて優勝して学生落語名人となる。その後、落研の先輩のすすめでテレビ朝日の『ザ・テレビ演芸』に漫才コンビ、ザ・まんだらーずとして出演。初代グランドチャンピオンになったのを期に大学を中退し、1982年（昭和57年）、春風亭柳昇に入門。
前座時代より『演芸ひろば』司会など、テレビに多数出演している。前座名の昇八は、柳昇の8番弟子であることから付けられている。師匠が新作落語の名手と謳われた柳昇ということもあり、同じく新作落語を活動の中心に置き、「悲しみにてやんでい」など型破りな新作落語で人気を得た。
1986年（昭和61年）に二つ目に昇進、春風亭昇太に改名。
1988年（昭和63年）NHK 銀河テレビ小説『新橋烏森口青春篇』（原作・椎名誠）に高橋イサオ役で出演。
1989年（平成元年）にNHK新人演芸コンクール優秀賞受賞。
1992年（平成4年）に席亭推薦による抜擢で真打に昇進。
1998年（平成10年）に平成9年度の浅草芸能大賞新人賞受賞。
2000年（平成12年）独演会「古典とわたし」など独自の解釈を加えた古典落語にも挑戦。同年国立演芸場花形演芸大賞、文化庁芸術祭大賞受賞。
2003年（平成15年）、柳家喬太郎らとともに「SWA（創作話芸アソシエーション）」を旗揚げした。SWAでの背番号は「4」。同年、タレントの松尾貴史、マジシャンのパルト小石（ナポレオンズ）、コメディ作家の須田泰成らと、東京都世田谷区のバー「bar-closed」の共同経営をはじめた。
2005年（平成17年）には落語を題材にしたテレビドラマ『タイガー&ドラゴン』に出演し、自ら出演俳優らに落語の演技指導も行った。同年10月からは『オールナイトニッポン』のパーソナリティーを務める。伊東四朗と三宅裕司を中心に2004年に結成された演劇ユニット熱海五郎一座に参加、その後の作品に出演を続ける。
2006年（平成18年）1月8日に毎日放送制作のドキュメンタリー番組『情熱大陸』で特集された落語家によるデキシーバンド「にゅうおいらんず」で、トロンボーンを担当する。東西落語界の壁を超えた六人の会の一人である。
2006年5月21日より、日本テレビ『笑点』の大喜利メンバーに加入。
2007年2月13日から25日まで、下北沢演芸祭をプロデュース。
2008年、大名古屋らくご祭（主催：東海テレビ放送）がスタート、毎年中心メンバーとして出演する。
2012年3月、静岡市観光親善大使の委嘱を受ける。
2012年4月、落語家生活30周年を記念して歌と落語のCD『ざぶとんとおたまじゃくし』をリリース。それに先立って2月にCDに収録した本人作詞・岡田徹作曲の昭和ムード歌謡風の楽曲「城好きの人」を配信、歌手デビューした。
2013年4月、プロデューサーをつとめる清水にぎわい落語まつりが静岡市清水文化会館マリナートでスタート。年1回開催。
2013年11月24日、滋賀県長浜市お城大使に就任。
後述の通り2019年まで独身を通し、出演番組でもそのことをネタにされることが多かった。本人はしばしば「結婚はしない」と発言しており、弟子の春風亭昇也が2014年5月6日に挙式をした際に、昇太は「仲人」「師匠」ではなく「友人代表」として出席した。
2016年5月、平成28年度静岡県文化奨励賞を受賞。8月25日に川勝平太静岡県知事を表敬訪問。
2016年5月22日に『笑点』5代目司会者の桂歌丸が降板して6代目司会者に抜擢され、5月29日から司会を務める。
2016年9月、富山県砺波市の増山城の名誉城主に任命。2018年からは城の音声ガイドのナレーションも務めている。
同年、第29回日本メガネベストドレッサー賞・文化界部門を受賞。
2016年12月31日、『第67回NHK紅白歌合戦』にゲスト審査員として登場したが、事前収録された裏番組『絶対に笑ってはいけない科学博士24時』の「DVD 笑点大喜利」コーナーにも出演した。
2018年4月、研ナオコ・百田夏菜子らとともに、静岡県からふじのくに観光大使を委嘱される。
2019年6月27日、落語芸術協会会長に就任。
2019年6月30日放送の笑点の番組エンディングで、自身の結婚を報告した。当初相手は40代の一般人女性としていたが、その後『高田文夫のラジオビバリー昼ズ』で昇太本人が認めたことや『女性自身』の取材から、青山ケンネル専務取締役の下薗（旧姓）利依（「林依」表記もあり、元宝塚歌劇団83期生・雪組娘役の宝珠小夏）である事が明らかとなった。
2019年10月19日、東京・帝国ホテルで結婚披露宴を行う。落語家や芸能人を中心に400名あまりが出席した。新婦側のスピーチに立った笑福亭鶴瓶の話の中で、鶴瓶が2人の出会いを取り持ったキューピッド役であることが明かされた。
2021年10月1日付で東海大学海洋学部客員教授に就任した一方で、2024年10月より東海大学の4年次に編入し復学することを発表している（復学とともに客員教授は退任となる）。翌年9月までに退学時に残存していた単位の修得を目指す。

## 芸歴
- 1982年、春風亭柳昇に弟子入りし、春風亭昇八と名乗る。
- 1986年9月、二つ目に昇進、春風亭昇太に改める。
- 1992年5月、席亭推薦により抜擢にて真打昇進。
- 2000年、独演会「古典とわたし」の成果が認められ、文化庁芸術祭（演芸部門）大賞受賞[17]。

## 人物

### 趣味など
- 趣味は中世城郭めぐり。城関連の書籍を出したり、TV番組出演や講演活動も行っている。
- いわゆる旧車好き。31歳でローバー・ミニを、35歳でトヨタ・パブリカ800を、37歳でダットサン・ブルーバード312を購入[43]。
- 自宅には、ダイヤル式テレビや蓄音機などレトログッズだらけの部屋がある。
- サッカーでは、清水出身ということで、Jリーグ・清水エスパルスのサポーターである。チーム会報「エスパルスニュース」で連載経験がある。一サポーターとしてスタジアムにも足を運ぶ[44]。
- 21世紀になってから北海道富良野市で毎年落語会を開催しており、その縁で独立リーグ・北海道ベースボールリーグの富良野ブルーリッジで顧問に就任している[45]。
- 音楽愛好家でもあり、川崎競馬場における川崎競馬ロジータブラスとコラボしたファンファーレの生演奏（2022年・2023年の全日本2歳優駿）を実施している他、「にゅうおいらんず」を結成し、トロンボーンを使用した演奏も行なっている[46][47]。

### 人間関係
東海大学映画研究会出身の映画監督の松本貴子は、東海大学落語研究会出身の昇太とは旧知の仲（昇太が先輩）。松本が制作したドキュメンタリー映画『氷の花火 山口小夜子』（2015年）に、主要出資者としてエンドロールに昇太の名前が出ている。

## 笑点でのキャラクター

### 『笑点』の大喜利メンバーとして

#### 正式加入前
- 1980年代の「若手大喜利」にて大喜利メンバーの1人として出演していたことがあり、1990年代後半に入ってからは「大喜利下剋上」→「若手大喜利」の司会を担当するようになった。後に派生番組である『BS笑点』→『笑点Jr.』での総合司会に繋がった。

#### 回答者時代
- 2006年5月に4代目司会者の5代目三遊亭圓楽が勇退し、桂歌丸が回答者から5代目司会者に昇格したことに伴い、歌丸の後継で大喜利レギュラーメンバーに加入。以後、10年間に渡ってレギュラー回答者を務めた。大喜利では、銀鼠の色の高座着を着用している。
- 大喜利メンバー加入のオファーがあった際には、『笑点』でのキャラクターが落語の仕事の邪魔になるのではないかと考えていたが、落語家の親に孝行したいという思いでオファーを引き受けた[2]。メンバーが前座時代から一緒にいる人たちでかつ後輩の林家たい平が林家こん平の代理として先に大喜利メンバー入り（昇太の加入と同時に、正式メンバーに昇格）していた事が、自身にとっては楽だったと語っている[51]。自身の「嫁いないキャラ」が定着したきっかけは6代目三遊亭円楽が「昇太には嫁がいない」などというようなことを最初にいったのがウケたことであり、周りのメンバーがそれに便乗していつの間にかそうしたキャラが完成した[51]。
- 喋る途中で呂律が回らない、舌を噛むという欠点があり、「カミカミ王子」[2]を自虐ネタとしている。
- 歌丸司会時代の10年間では座布団10枚を4回経験している一方で、6代目円楽（楽太郎）が率いるブラック団の一員として団長の6代目円楽以上に毒のきつい、歌丸罵倒ネタを時折言い放つ事も何度かあった。これ以外でも独身ネタを弄られたり、円楽による罵倒ネタなどに加担していないにもかかわらず、座布団没収の対処にされることもしばしばあった。
- 派生番組の『笑点Jr.』では、『BS笑点』として放送開始から放送終了に至るまで総合司会を務めていた。
- 加入して日が浅い頃には、奇をてらうことのない答えが多く、答えた後に会場が一瞬沈黙状態になることもしばしばあった。
- 大喜利冒頭の挨拶では、自身や他メンバーの間抜け話を語っては「それじゃあダメじゃん、春風亭昇太です」という口上で一人突っ込みをする終わらせ方を多用していた。2006年末頃より、他のメンバー（特に三遊亭好楽）もこのパターンを踏襲した挨拶をしばしば用いている。
- 喋る途中で舌が回らない・舌を噛むことを自虐ネタに用いたり、他のメンバーがからかったりするが、これは元々落語家・昇太にしても同じであり、師匠柳昇も同様である。普通、落語家にとって噺の途中で噛むというのは聴き取り辛く、不快に思う聴き手も居ることからあまり好ましく無いのだが、この師弟にとっては語り口調としての一つの味わいともいえる。答えを噛んだり回答が滑ってしまった場合は自主的に座布団を返納することもあったが、歌丸に「1枚で済むと思ったら大間違いです」とさらに1枚取られることが常だった。
- 歌丸に次ぐ高齢であった木久扇（旧名、林家木久蔵）の罵倒ネタも多く、「病院（病室）に戻りましょうね」や「ハイカイ王子」等、徘徊老人扱いするネタをすることがあった。
- たい平のみが「昇太兄（あに）さん」と呼んでいるが、これは年齢が近い年上だからではなく、落語界での決まりごとで、自分が落語界入りした際に、既に存在する前座ないし二ツ目の落語家を基本的に先輩として「兄さん」と呼ぶことになっている[注釈 6]。「兄さん」と呼ぶ事に関しては入門先は勿論のこと、所属団体も一切関係無い。つまり、たい平がこん平一門に入門した時（1988年）、昇太は二ツ目であり、「兄さん」と呼べる位置に居たという事がわかる。尚、「兄さん」という呼び方をしていた先輩の落語家が先に真打（“師匠”と呼ばれるようになる地位）に昇進しても「兄さん」という呼び方に変わりは無い[注釈 7]。昇太が司会者に就任してからは「昇太さん（罵倒ネタの場合は呼び捨て）」で呼ぶことが多くなる。
- 歴代大喜利メンバー加入年齢では当時46歳と、2024年4月に立川晴の輔が51歳で加入するまで最高齢記録だった。
- 歌丸からは、「役員」と呼ばれることがある（小遊三の「副会長」と同じ理由で）。
- 地方収録での挨拶は「ついに、春風亭昇太が（その地方に）お嫁さんを探しににやって参りました‼」などのフレーズをお決まりとして使っていた[注釈 8]。
- 2016年5月22日、桂歌丸の司会勇退に伴い6代目司会に抜擢[29]。その起用理由は、プロデューサーから「消去法」と冗談めかして語られた[52]。

#### 司会者時代
- 代理司会や司会就任当初は後輩にあたるたい平、2代目三平を指名するときは、君付けで、逆に先輩の小遊三、好楽、木久扇、6代目円楽は師匠付けで呼んでいたが、2016年6月19日（第2518回）放送分以降は全員に「さん」付けで統一された[53][注釈 9]。
- 司会就任当初はメンバーが番組中に無駄話をして昇太の話を全然聞かず、小遊三から「学級崩壊」と呼ばれていた[54]。
- 以前は独身をいじる回答で罵倒される事が多かったが、2019年6月末に結婚してからは離婚ネタや新婚生活を冷やかす回答で罵倒される事が多くなっている。
- 回答者の後に司会者の一言でウケ方が変わるため難しい立場と感じているが、個性的なメンバーの中で楽しく司会するようになった[14]。
- 2024年4月に晴の輔がメンバー入りしてからはメンバーの罵倒合戦や歌ネタなどで脱線した際、悪ノリが少ない晴の輔による綺麗な回答で場を引き締めさせることが多くなるが、名前が似ている一之輔と間違えて指しては「名前が紛らわしい」と突っ込むこともある。

- メンバー全員で家族を形成しているという考えから回答者の入れ替えを抑えた5代目圓楽やその考えを受け継ぎ自身の司会在任期間を一貫して同じメンバーで通した桂歌丸に対し、三平降板に伴う宮治の加入、宮治とほぼ入れ替わりに6代目円楽が病気療養により休演し、その後に逝去。それを受けて年明けから一之輔が加入。2024年には最古参メンバーである林家木久扇がついに勇退、それを受けて晴の輔が加入するなど、世代交代とでも言うべきか四半世紀ぶりに活発なメンバー入れ替えを経験している。

## 主な持ちネタ
以下の新作がある。
- 「悲しみにてやんでい」
- 「ワシントン伝」
- 「力士の春」
  - 立川藤志楼・演によるリニューアル作品「力士の春'08」もあり
- 「ストレスの海」
- 「宴会の花道」
- 「リストラの宴」
- 「愛犬チャッピー」
- 「お父さんの決断」
- 「夫婦に乾杯」
- 「吉田さんのソファー」
- 「マサコ」
- 「遠い記憶」
- 「人生が二度あれば」
- 「花粉寿司」
- 「伊与吉幽霊」[注釈 10]

他
新作中心ではあるが、円熟期に入り古典落語を演ずる機会も多くなっており「時そば」「看板のピン」「寝床」「愛宕山」「崇徳院」「不動坊」などを持ちネタとしている。

## 出演

### 現在

#### ラジオ
- 春風亭昇太と乾貴美子のラジオビバリー昼ズ（1989年12月 - 、ニッポン放送、水曜）
- ラジオ深夜便『春風亭昇太のレコード道楽』（NHKラジオ第1、随時）[55]
- ラジオコメディー『シワ・ハウス』（NHKラジオ第1、随時）[56]
- クミコ＆昇太の「おしゃべりゆうせんじゃん」（2010年10月9日 - 、USEN 昭和ちゃんねる 土曜0:00～ 4時間番組を24時間リピート放送 毎月1回更新）

#### テレビ
- 笑点（2006年5月21日 - [注釈 11]、日本テレビ）BS日テレの笑点 特大号や笑点 なつかし版（旧、笑点デラックス）の歌丸司会版など含む。2016年5月29日より6代目司会者。レギュラー出演以前は1998年から「若手大喜利」の司会として不定期出演[57]。
- あなたが主役 50ボイス（2008年11月-、NHK）
- 春風亭昇太の少年時代工房（2018年8月-2019年3月（不定期）、2019年4月 - 2020年3月（レギュラー）、BS朝日）[58]
- キャッチ！「春風亭昇太と恩田千佐子のオモ城さんぽ」（2018年10月 - （不定期）、中京テレビ）
- オトナの楽園 昇太秘密基地（2020年4月8日 - 、BS朝日）

### 過去

#### ラジオ
- 日本全国ヤロメロどん!（1984年 - 1985年、ラジオたんぱ）
- 春風亭昇太のスーパーギャング（1991年7月 - 1992年3月、TBSラジオ）
- 春風亭昇太と大川興業のパックインミュージック21（1992年4月 - 12月、TBSラジオ）
- SBSの日 12時間スペシャル 愛して！静岡 ラジオでゆめ語りーな（1997年10月19日、SBSラジオ）
- 春風亭昇太のオールナイトニッポン（2005年10月 - 2006年12月（ニッポン放送）
- 春風亭昇太の千客万来（綜合放送製作、全国AMラジオ数局）

#### テレビ
- 風は世田谷（1988年2月6日、1989年11月11日、テレビ東京）- 区民レポーター
- 朝です!しずおか （1989年 - 1992年、静岡けんみんテレビ） - レポーター
- 平成名物TV ヨタロー（1989年、TBSテレビ） - 「芸協ルネッサンス」として出演
- お好み演芸会（1990年4月15日 - 1991年3月17日、NHK総合） - 総合司会
- 生活情報クイズ 知って得Q便!（1990年10月6日 - 1992年9月26日、中京テレビ）
- 日立 世界・ふしぎ発見!「爆笑・東海道五十三次物語」（1991年、TBSテレビ） - レポーター
- 演芸ひろば (1992年4月12日 - 1994年4月3日、NHK総合）- 総合司会
- タミヤRCカーグランプリ（1992年4月 - 1999年3月、テレビ東京）
- たまにはキンゴロー（1992年4月 - 9月、フジテレビ）
- 夜鳴き弁天（1992年10月 - 1993年3月、フジテレビ）
- ピロピロ（1993年4月 - 9月、フジテレビ）
- 落語のピン（フジテレビ）

1. 1993年5月12日：お父さんの決断
2. 1993年6月9日：へっつい盗人
3. 1993年7月14日：看板のピン
4. 1993年8月11日：Jリーグの悲しみ
5. 1993年8月18日：権助魚
6. 1993年9月22日：ちりとてちん
7. 1993年9月29日：悲しみにてやんでぃ
8. 1993年12月29日：愛犬チャッピー
9. 1995年1月2日：宴会の花道

- ビッグトゥデイ（1995年10月2日 - 1999年3月31日、フジテレビ） - コーナー出演
- 夢見る子犬・ウィッシュボーン（1998年4月 - 1999年3月、NHK） - 海外ドラマ主役（犬）の吹き替え
- 噂の!東京マガジン（TBSテレビ）
- 初笑い東西寄席（2000年、2001年、2003年 - 2008年、2011年、2014年、NHK）
- 土曜スペシャル（2000年6月 - 、テレビ東京）
- 出没!アド街ック天国（2001年4月14日、2005年12月10日、2006年11月4日、2007年3月3日、2009年5月2日、6月20日、2010年3月27日、2013年7月13日、テレビ東京）
- てれび博物館 それってホント!?（2002年4月 - 2006年3月、東海テレビ）
- 情熱大陸（2002年8月25日、2004年9月24日、2006年1月8日、2007年1月7日、2009年1月4日、MBSテレビ）
- BS笑点（2003年10月 - 2007年3月、BS日テレ）
- ウォッチ!（2004年、TBSテレビ） - コメンテーターとして出演
- 発見ふるさとの宝（2005年3月29日 - 2006年3月14日、NHK総合） - 司会 = ふるさとの宝を考える会長
- 第1回輝け!オールスター合唱コンクール（2006年9月16日・テレビ東京） - 落語家合唱団として参戦、バリトン担当
- 笑点Jr.（2007年4月 - 2011年3月、日テレプラス）
- Beポンキッキ（2008年4月 - 2011年3月、BSフジ） - コーナーアニメ「いじいじくん」声の出演
- 街浪漫 春風亭昇太の清水青春グラフィティ（2007年2月19日、2008年9月8日、静岡朝日テレビ）[59]
- ぶらり途中下車の旅（2008年9月27日、2009年4月4日、日本テレビ）
- ソロモン流（2008年9月29日、2009年1月4日、2012年7月1日、テレビ東京）
- ザ・ノンフィクション「投げ出せないそば人生〜5年間の記録〜」（2008年10月5日、フジテレビ）
- CS放送 旅チャンネル　2009年4月〜9月の特集「ディスカバー・ニッポン!」の応援団として
- あなたが主役 50ボイス（2008年11月、2009年4月 - 9月、2010年1月 - 9月、2011年4月 - 10月、2012年10月 - 2013年3月、NHK総合） - 小池栄子と共に司会
- 房の駅せいたの天気予報（千葉テレビ）
- 秘密のケンミンSHOW（2010年2月4日、2011年11月10日、2013年8月29日、2014年1月16日、読売テレビ） - 静岡県ケンミンスター
- しずおか情報ランチ（2011年4月- 、NHK静岡放送局）月1で「春風亭昇太とゆく!しずおか城めぐり」
- SWITCHインタビュー 達人達　春風亭昇太 × 山崎貴（2014年12月13日、NHKEテレ）
- 住人十色 お正月SP〜闘う家2015〜 （2015年1月2日、MBSテレビ)　＊昇太の自宅を紹介。
- 三宅裕司と春風亭昇太のサンキュー歌謡曲一座（2017年11月12日、2018年4月28日、フジテレビ）
- 土曜スペシャル 昇太のレトロを探そう（2017年11月11日・2018年2月17日、2018年4月21日）
- 土曜スペシャル 春風亭昇太が行く！オールドカーの旅（2019年1月26日、テレビ東京）
- 春風亭昇太 ふじのくに明日へのチカラ（2015年12月、2016年12月24日、2017年12月23日、2018年12月22日、静岡朝日テレビ）
- 空飛ぶかつおぶし〜海外のシェフに渡したら、こんな料理になりました〜（2018年9月2日、SBSテレビ）[60]- MC
- 落語ディーパー! 〜東出・一之輔の噺のはなし〜 新作落語スペシャル（2019年1月2日、NHKEテレ）- メインゲスト
- 2019 今川義元公 生誕五百年祭 真説！ 今川義元（2019年2月17日、2月24日、SBSテレビ）
- 春風亭昇太のピローな噺（2018年10月 - 2019年4月、dtv+ひかりTV）[61]
- 日本「最強の城」スペシャル（NHK総合、2019年5月3日、9月16日、2020年1月4日、7月24日、2021年1月3日）
- ファミリーヒストリー 春風亭昇太 亡き父の自分史 隠された理由（2020年1月27日、NHK総合）[10]
- 金曜アドバンス 生放送だよ！ワンチーム落語（2020年11月20日、BSテレ東）
- 日経スペシャル「コラボの泉」（2021年12月28日、テレビ北海道・テレビ東京・テレビ愛知・テレビ大阪・テレビせとうち・TVQ九州放送）6局ネット[62]
- 笑ってこらえて!（2024年3月13日、日本テレビ）- ハシゴの旅 in 代々木

##### NHK紅白歌合戦出演歴
| 年度/放送回               | 回 | 備考                   |
| ------------------------- | -- | ---------------------- |
| 2016年（平成28年）/第67回 | 初 | ゲスト審査員として出演 |

#### ドラマ
- 銀河テレビ小説 新橋烏森口青春篇（1988年、NHK） - 高橋イサオ 役
- はぐれ刑事純情派PART VI（1993年、テレビ朝日） - 笑遊亭小銀 役
- 相棒 Season1 第3話（2002年、テレビ朝日） - 落語監修
- タイガー&ドラゴン（2005年、TBS） - 林屋亭どん吉 役 、落語監修
- 誰（タレ）よりも君を愛す!（2011年4月17日、テレビ静岡・フジテレビ） - 本人役
- カウンターのふたり 第9話「米粒の鼓動」（2012年8月18日、TwellV） - 貸山笹夫 役
- 月曜ゴールデン「船上パーサー・氷室夏子 豪華フェリー殺人事件」（2012年8月6日、TBS） - 氷室浩太 役
- 大河ドラマ（NHK）
  - 軍師官兵衛 第49回（2014年12月7日） - 毛屋主水 役
  - 花燃ゆ 第4回（2015年1月25日） - 平六 役
  - おんな城主 直虎 第1回 - 第28回（2017年1月8日 - 7月16日） - 今川義元 役
- 日曜劇場（TBS）
  - 下町ロケット（2015年） - 柳井哲二 役[63]
  - 小さな巨人（2017年） - 三笠洋平 役
  - THE GOOD WIFE / グッドワイフ 第6話（2019年2月17日） - 三栗谷剛 役
  - グランメゾン東京 第2話（2019年10月27日） - 汐瀬智哉 役
  - DCU（2022年） - 早川守 役
- TBS年末スペシャルドラマ「赤めだか」（2015年12月28日、TBS） - 本人 役[64]
- BS時代劇 小吉の女房（2019年1月11日 - 3月1日、NHK BSプレミアム） - 語り[65]
  - BS時代劇 小吉の女房2（2021年4月2日 - 5月14日）
- BS笑点ドラマスペシャル（BS日テレ） - 小里光（『笑点』初代プロデューサー）役
  - 桂歌丸（2017年10月9日）
  - 5代目 三遊亭圓楽（2019年1月12日）
  - 初代 林家木久蔵（2020年1月11日）
  - 立川談志 （2022年1月2日）
- 今野敏サスペンス 警視庁強行犯係 樋口顕 第2話（2021年1月22日、テレビ東京）- 高村周 役
- 100万回 言えばよかった（2023年1月13日 - 3月17日、TBS） - 広田勝 役[66]

#### 映画
- 免許がない!（1994年、東宝） - 諸星 役
- 東京★ざんすっ「優しさ」の國（2001年2月10日公開、東映） - 押し合いする男 役
- 忘れられぬ人々（2001年9月15日公開、ビターズ・エンド/タキコーポレーション） - 八百屋の店員 役
- 落語娘（2008年8月23日公開、日活） - 漫画喫茶の男 役
- エクレール・お菓子放浪記（2011年5月21日公開、マジックアワー） - メガネの中年男 役
- 映画館落語 かもめ亭 第二弾（2012年10月20日公開、マイシアター） - 本人 役
- ふしぎな岬の物語（2014年10月11日公開、東映） - 柴本孝夫 役
- ママ、ごはんまだ?（2017年2月11日公開、アイエス・フィールド） - かづ枝の元彼あさの 役
- 祈りの幕が下りる時（2018年1月27日公開、東宝） - 大林（警視庁捜査一課主任） 役
- イーちゃんの白い杖（2018年11月10日公開、テレビ静岡）- ナレーション[67]
- 七つの会議　(2019年2月1日公開、東宝) - 飯山孝実 役
- 映画 ミステリと言う勿れ（2023年9月15日）- 劇団主宰者 役
- わたしのかあさん-天使の詩-（2024年3月30日） - 谷岡太郎 役[68]

#### 舞台
- パンタロン同盟（1999年 - ）
- 伊東四朗一座＆熱海五郎一座（2004年 - ）
- トム・プロジェクト『夫婦犯罪』（2006年）[69]
- ペテカン『ワルツ』（2012年）[70]
- ザ・フルーツ（2014年[71]、2017年[72]）
- 春風亭昇太さんとブルースカイオーケストラさん
- はなしづか（2025年）[73]

#### CM
- はあといん魚勝
- 田丸屋本店
- キリンビール「秋味」（2006年）
- ピエトロ「ピエトロドレッシング」（2006年）
- サントリー「笑点キャンペーン」（2007年 - 2010年）
- AJOC（オールジャパンメガネチェーン）イメージ・キャラクター
  - キクチメガネ
  - 富士メガネ（2008年 - ）
  - メガネの相沢
- 春華堂「うなぎパイ」（2011年）
- ヤマダイ「ニュータッチ」（ラジオCM、2012年5月頃から12月末まで高田文夫休養中の間出演）
- かんぽ生命保険「企業」（2012年）
- 財務省「個人向け国債」（2013年）
- 山本山「山本山のお茶と海苔」（2014年）
- 総務庁統計局「国勢調査」（2015年）
- 高橋書店「手帳は高橋」（2017年版）
- マルハニチロ「新中華街シリーズ」「横浜あんかけラーメン「落語」篇・「あおり炒めの焼豚炒飯「弟子に振る舞う」篇・「炒飯の極み〈えび五目XO醤〉「感極まる」篇（2017年2月 - ）[74]
- 佐藤製薬 歯周病薬「アセス」(2018年3月 - ）
- アフラック生命保険（2021年） - 共演：櫻井翔、宮崎美子（昇太と夫婦 役）[75]
- オートバックス（2022年） - 弟子の春風亭昇羊と共演

## 作品・出版物

### 書籍
- ぼくがモスラを好きなわけ（1992年、立風書房）
- 楽に生きるのも、楽じゃない（1997年 東京書籍、2001年 新潮OH！文庫、2017年 文春文庫[注釈 12]）
- はじめての落語。春風亭昇太ひとり会（2005年、糸井重里監修 ほぼ日CDブックス　東京糸井重里事務所）＊CD付
- 城あるきのススメ（2011年、小学館）

### 共著・監修・他
- 楽しんだ者勝ち（2002年、インフォバーン） - 林家たい平と共著
- 六顔萬笑（2004年、近代映画社）六人の会（著）、橘蓮二（撮影）、小野幸恵（構成)
- 落語って、こんなハナシ 知らないなんてもったいない!（2005年、ブックマン社） - 監修
- 楽語・すばる寄席（2006年、集英社） - 夢枕獏・林家彦いち・三遊亭白鳥・神田山陽・柳家喬太郎共著
- 楽語 席亭夢枕獏・爆笑SWAの会（文春文庫）
- 古典と新作 らくご絵本 りきしの春（2016年、あかね書房) - 編集 ばばけんいち、イラスト 本秀康
- ザ･前座修業 - 5人の落語家が語る（2010年1月、NHK出版 生活人新書）- 稲田和浩・守田梢路著 *インタビューで登場
- 落語を聴くなら 春風亭昇太を聞こう（2010年3月、白夜書房 落語ファン倶楽部新書）松田健次著　*昇太へのインタビューも含めた春風亭昇太の紹介本
- 橘蓮二写真集 噺家 春風亭昇太（2010年2月、河出書房新社）
- 落語長屋 噺の処方箋（2010年7月、アールズ出版）稲田和浩著 - 表紙に推薦人として登場
- 今日も落語に行ってきます！（2016年3月、秀和システム)　先斗ポン太著 - 落語監修
- 旬缶クッキング（レシピカードブック） （2017年4月、ビーナイス） - 黒川勇人（缶詰博士）・栗栖誠記（写真）との共著
- 落語家と楽しむ男着物（2018年1月、河出書房新社）　- 矢内裕子著、表紙・インタビューで登場
- 歴史家と噺家の城歩き 戦国大名武田氏を訪ねて（2018年12月、高志書院） - 中井均・齋藤慎一との共著
- 猫女房（2018年9月、秀和システム）- 小宮孝泰著 *対談・帯コメントで登場
- 昇太とラサール  楽屋つまみ話 （2019年12月、アントレックス）＊ラサール石井との共著

### CD
- 愛犬チャッピー（C/W) I CAN'T CHAPEE! （CDシングル、TILT RECORDS)
- ぞろぞろ（2004年7月7日、ソニー・ミュージックジャパンインターナショナル）
- 春風亭昇太1（2005年5月18日、ソニー・ミュージックジャパンインターナショナル）

春風亭昇太2（2009年4月22日、ソニー・ミュージックダイレクト）
春風亭昇太3（2009年5月27日、ソニー・ミュージックダイレクト）
春風亭昇太4（2010年11月24日、ソニー・ミュージックダイレクト）
- 落語 The Very Best 極一席1000：春風亭昇太 ストレスの海/力士の春（2009年12月9日、ソニー・ミュージックダイレクト）
- ざぶとんとおたまじゃくし（2012年4月25日、ソニー・ミュージックダイレクト）

### DVD

#### 落語
- 春風亭昇太 十八番シリーズ-動-（2010年3月29日、ソニー・ミュージックダイレクト）
- SWAのDVD -古典アフター-（2011年3月9日、ソニー・ミュージックダイレクト）

#### OV出演
- 金なら返せん!（2007年10月1日）
- 兵庫のおじさん（2008年4月2日、日本コロムビア） - 青野（ブルー） 役
- 囚われつかじ（2008年9月17日、ポニーキャニオン）

### 配信
- 「超城合体タメノブーンV」（歌：水木一郎）2016年6月15日 - 作詞を担当[76][77]。

## 一門弟子
2007年に初めて直弟子を持った。オフィシャル本の中では、男同士でサシで向き合うのがこんなにも気恥ずかしいことなのかと感じ、柳昇への弟子入り当時のことを思い出しながら、どう稽古を付けたらよいか模索しているという。

### 真打
- 春風亭柳太郎（春風亭柳昇門下から移籍）
- 春風亭昇々
- 春風亭昇吉
- 春風亭昇也

### 二ツ目
- 春風亭昇吾
- 春風亭昇羊
- 春風亭昇市
- 春風亭昇りん
- 春風亭昇咲

### 前座
- 春風亭昇ちく

### 預かり
- 玉川太福（浪曲）[78] - 2019年2月1日、落語芸術協会に加入[79]。